# Promontorium Laplace
Le Promontorium Laplace est un promontoire montagneux situé au bord des Montes Jura dans la Mare Imbrium, sur le côté de la Lune.
Les coordonnées sélénographiques du Promontorium Laplace sont 46,81, −25,54. Son sommet atteint 2 600 mètres d'altitude.
Ce promontoire marque la limite est de la baie de Sinus Iridum.
Le Promontorium Laplace a été nommé en mémoire de Pierre-Simon de Laplace, un astronome et mathématicien français du XVIIIe siècle. 